# Rueca

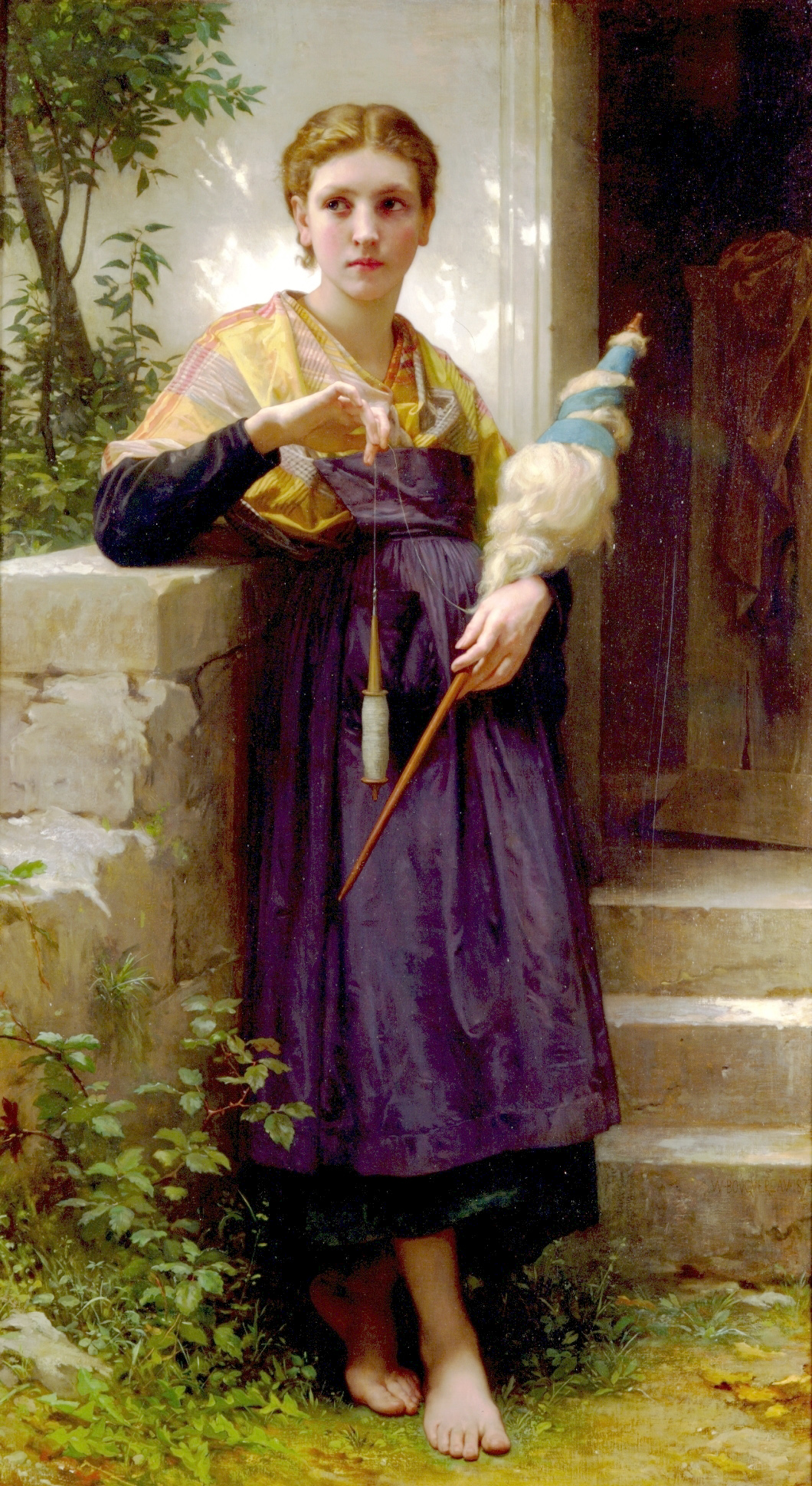
Hiladora con huso y rueca.

La rueca, torno de hilar, máquina de hilar o hiladora es un instrumento utilizado tradicionalmente para hilar de forma manual fibras textiles.

## Descripción

### Rueca o torno de hilar
En su versión más elemental, la rueca consiste en una vara delgada, generalmente de caña u otro tipo de madera liviana, con un rocadero o armazón en su extremo superior que sirve como soporte de la rama de fibra o copo de lino, cáñamo, lana o algodón que se quiere hilar. En realidad, la hiladora básica primitiva es el huso o torcedora, inventado en el Neolítico, cuya utilización se acabó complementando con la rueca, que facilitaba el trabajo al liberar una de las manos. 
En el hilado, realizado tradicionalmente por mujeres, la rueca se sujetaba con la mano izquierda, mientras se apoyaba verticalmente en la cintura, y al mismo tiempo, con la mano derecha se iba girando el huso y se tiraba de la fibra situada en el rocadero de la rueca, formándose el hilo que, retorcido, quedaba enrollado a lo largo del huso.

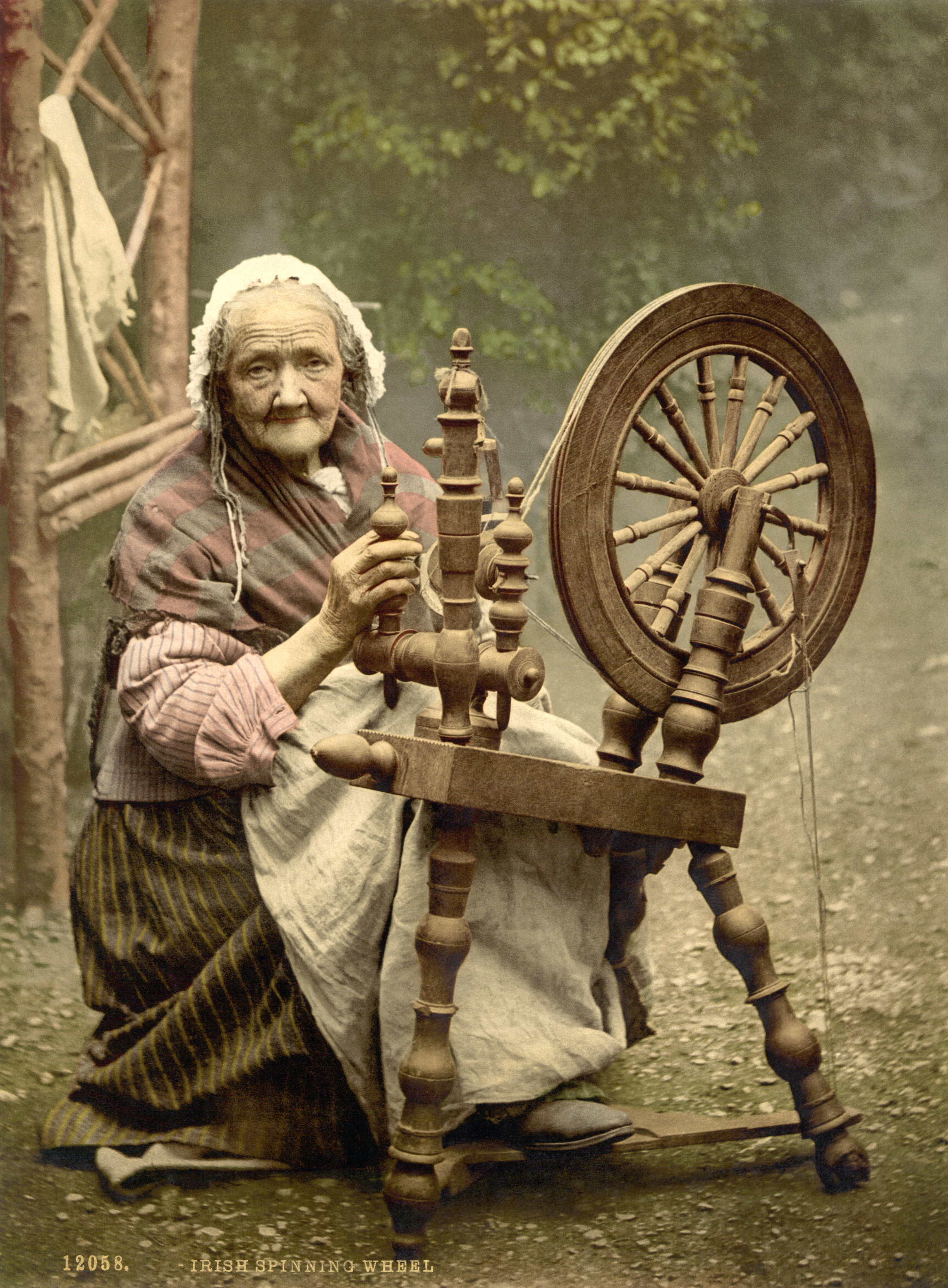
Anciana irlandesa usando una rueca mecánica, hacia 1900;. Colección de la Biblioteca del Congreso de los EE. UU.

### Rueca mecánica o máquina de hilar

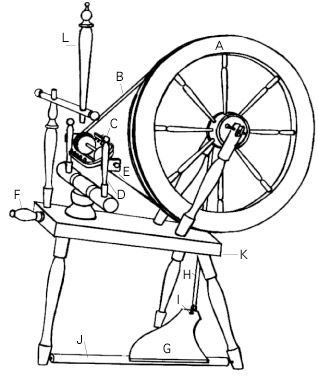
Elementos de una rueca mecánica: A -Rueda; B - Correa; C - Volantes y carrete; D - Caballete; E - Cojinetes; F - Ajustador de tensión; G - Pedal; H - Biela; I - Eje del pedal; J - Barra del pedal; K - Base o mesa; L - Soporte de la fibra o rueca.

Más sofisticado es el ingenio o máquina de hilar propiamente dicha, por extensión llamada también rueca, que nació de la adaptación de esta a un aparato con una rueda, un pedal o manivela y una devanadera pequeña o soporte giratorio fijo en el cual se enrolla la madeja hilada, sustituyendo así la función del huso y haciéndolo más eficaz. La rueca mecánica aparece en la India alrededor del 500 a. C. y llega a Europa sobre los siglos XIII-XIV.
En su difusión a lo largo del tiempo, la fabricación del aparato ha adoptado diferentes formas y diseños, dependiendo del lugar; si bien, en esencia, la técnica del hilado ha sido similar.
En general, el funcionamiento de la rueca mecánica, fabricada casi siempre con madera, se basa en una rueda giratoria accionada a mano o mediante un pedal, este último introducido en Europa durante el siglo XV. El torno de hilar o rueca se colocaba normalmente en el lado opuesto de la rueda. La rueda hace girar los volantes o devanadera, que permiten el enrollamiento del hilo en el carrete.

#### Confusión entre rueca y huso
Anecdóticamente, el hecho de que ambos instrumentos, de aspecto parecido, sirvieran para realizar conjuntamente la misma operación, ha provocado que hayan sido confundidos entre los profanos en la materia, algunos, notables escritores. Como ejemplos cabe citar, en el ámbito de la literatura española, el error atribuido al poeta Antonio Machado en un romance de 1903 al referirse a «...las vueltas de la rueca frente al huso inmóvil». También Francisco Villaespesa haría una mención similar en 1905: «La Virgen cantaba, la dueña dormía. La rueca giraba loca de alegría...». Gregorio Martínez Sierra incurrió en el mismo error en su libro de versos titulado La casa de la primavera: «Y la vuelta de la rueca, de la vida hila un siglo o un segundo...».  Por su parte, Emilia Pardo Bazán, en su novela Los pazos de Ulloa de 1886, al escribir: «...otras, tomando de la cintura el huso y el copo de lino, hilaban después de haberse calentado las manos...», dejaba manifiesta su confusión entre huso y rueca.
Queda por saber si se trató de confusión o, simplemente, que la rueca, junto con el huso y la moderna rueca mecánica, cuya rueda si giraba, convivían y hacían más compleja la denominación.